# Kit-Cat Klock

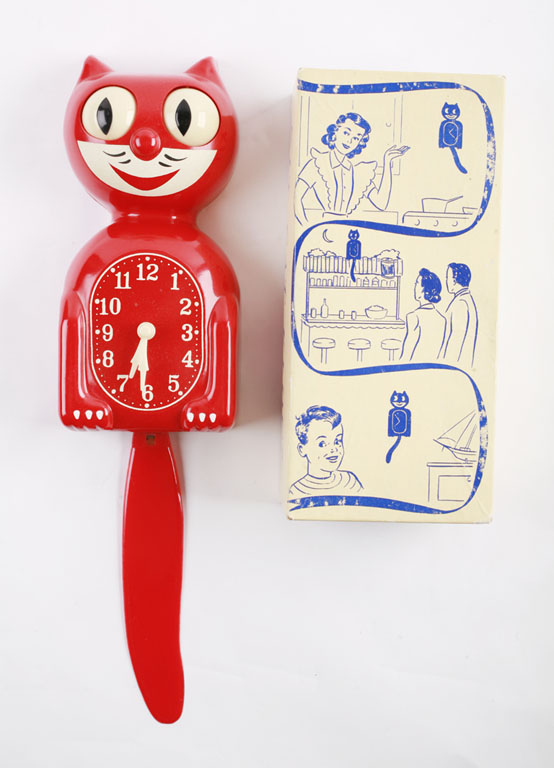
Kit-Cat Clock degli anni quaranta con la sua confezione

Il Kit-Cat Klock è un orologio a pendolo. L'oggetto ha l'aspetto di un gatto cartoonesco sorridente dalla lunga coda, corrispondente al suo pendolo. Quando esso viene messo in funzione, l'oggetto muove la coda a destra e sinistra all'unisono con i suoi occhi. Del Kit-Cat Klock esistono modelli di vari colori e che possono avere dei motivi decorativi. Per molti, l'orologio è assurto a simbolo della cultura pop.

## Storia

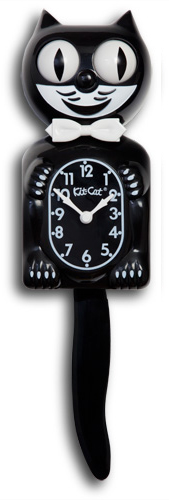
Kit-Cat Clock bianco e nero con il farfallino

I Kit-Cat Klock vennero concepiti da Earl Arnault e fabbricati, a partire dal 1932, da Clifford Stone, che iniziò a produrli presso la sua attività a Portland. Non si sa come Arnault e Stone si conobbero. Secondo una teoria diffusa, il design dei Kit-Cat Klock è ispirato al gatto Felix o, secondo altri, a Topolino, che negli anni trenta era effettivamente simile agli orologi. Negli anni quaranta, l'azienda di Stone si trasferì a Seattle e venne rinominata Allied Manufacturing per omaggiare l'entrata in guerra degli USA durante il secondo conflitto mondiale. Oltre i noti orologi, la Allied costruiva delle componenti per i Boeing. In questi anni i Kit-Cat Klock iniziarono a essere costruiti in plastica al posto del metallo, mentre il vecchio meccanismo, che funzionava roteando un'apposita chiavetta, venne sostituito da motori elettrici (un aspetto che rende i Kit-Cat Klock tra i primi orologi di questo tipo).
Nel corso degli anni cinquanta, i Kit-Cat Klock divennero gli orologi più venduti negli USA. Nel 1962 la Allied venne trasferita in California e rinominata California Clock Company. Tali oggetti divennero oggetto di collezionismo e diversi personaggi del mondo dello spettacolo ne avevano almeno uno in casa. Nel frattempo vennero ideati nuovi modelli dotati di accessori come il farfallino e gioielli.
Il successo dei Kit-Cat Klock subì una battuta d'arresto negli anni ottanta, quando l'aumento dei costi di produzione rese gli orologi da parete un prodotto poco accessibile. Nel 1989, Woody Young, che aveva acquisito l'azienda nel 1982, riuscì, con l'aiuto di un gruppo di ingegneri, a sostituire il motore a corrente alternata dei vecchi modelli con degli scomparti di batterie per ovviare al problema della carenza di motori quel tipo negli USA. Secondo quanto asserito nel 2012 dall'azienda che li produce, sarebbe stato venduto un Kit-Cat Klock ogni tre minuti negli ultimi 50 anni.
I Kit-Cat Klock sono apparsi in vari film, serie televisive e video musicali.